# Kenderova Buttress
Kenderova Buttress (englisch; bulgarisch Рид Кендерова Rid Kenderowa) ist ein 1800 m hoher und vereister Gebirgskamm an der Graham-Küste des Grahamlands im Norden der Antarktischen Halbinsel. Er ragt 14,8 km nordöstlich des Mount Dewey, 11,45 km südöstlich des Mount Bigo, 12,66 km südwestlich des Mount Chevreux und 28,64 km nordwestlich des Kjulewtscha-Nunataks in den westlichen Ausläufern des Bruce-Plateaus auf. Seine steilen Südwest- und Nordwesthänge sind teilweise unvereist. Der Comrie-Gletscher liegt nordöstlich bzw. nordwestlich, der Pollard-Gletscher südwestlich von ihm.
Britische Wissenschaftler kartierten ihn 1971. Die bulgarische Kommission für Antarktische Geographische Namen benannte ihn 2014 nach der bulgarischen Geomorphologin Rosiza Kenderowa (* 1958), die ab 2004 in mehreren Kampagnen auf der St.-Kliment-Ohridski-Station tätig war.